# Záběr

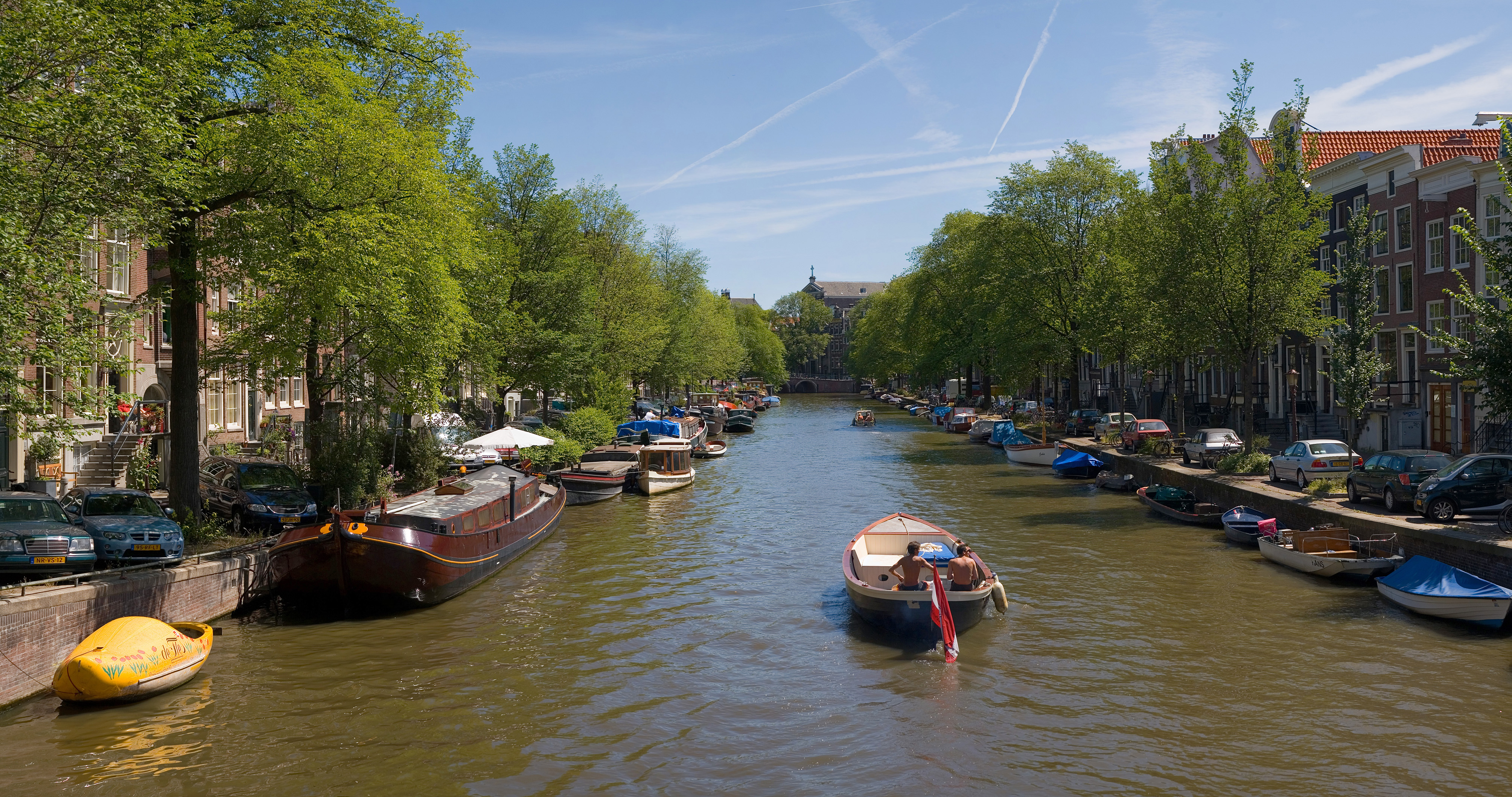
Celek.

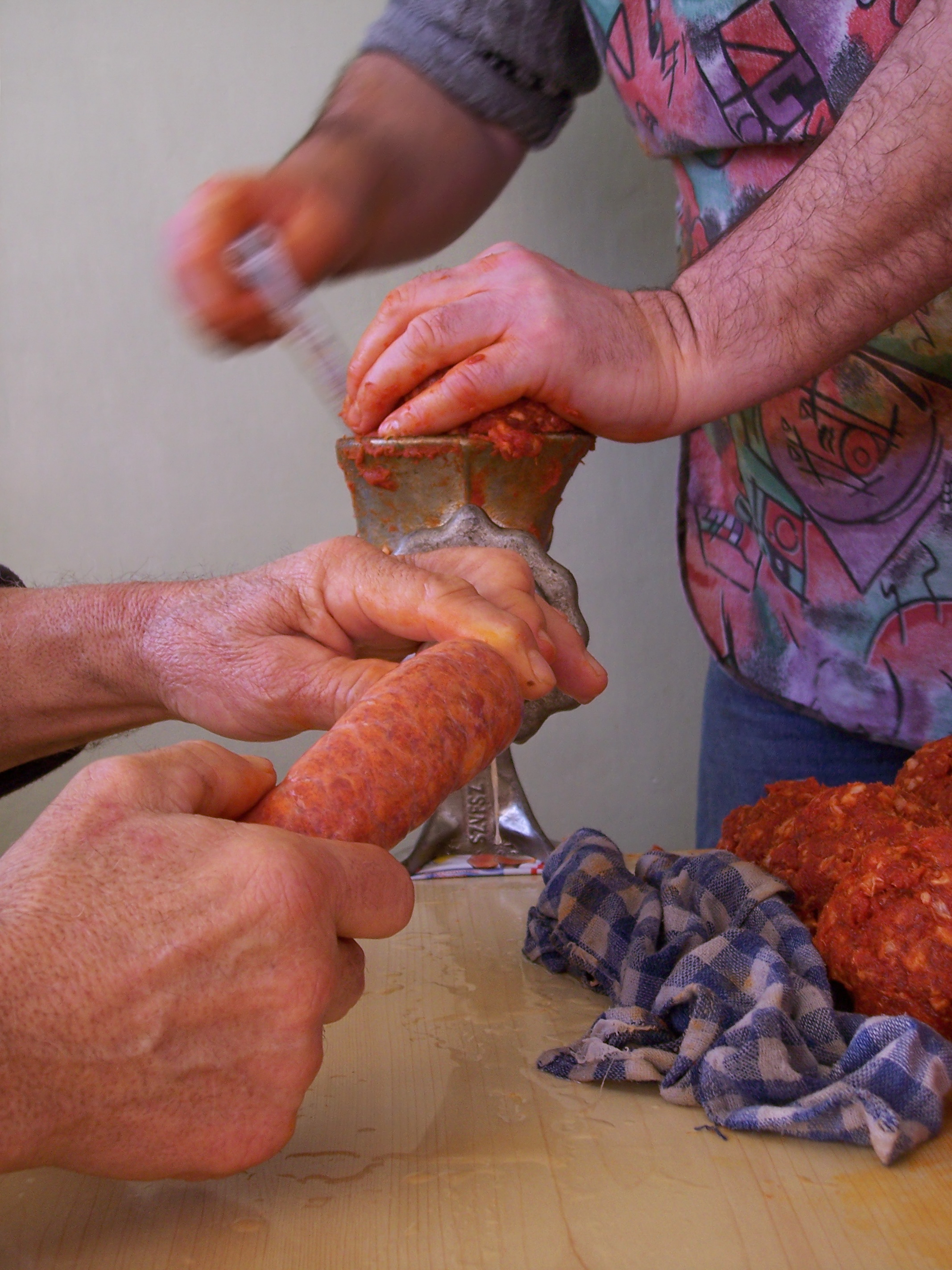
Detail.

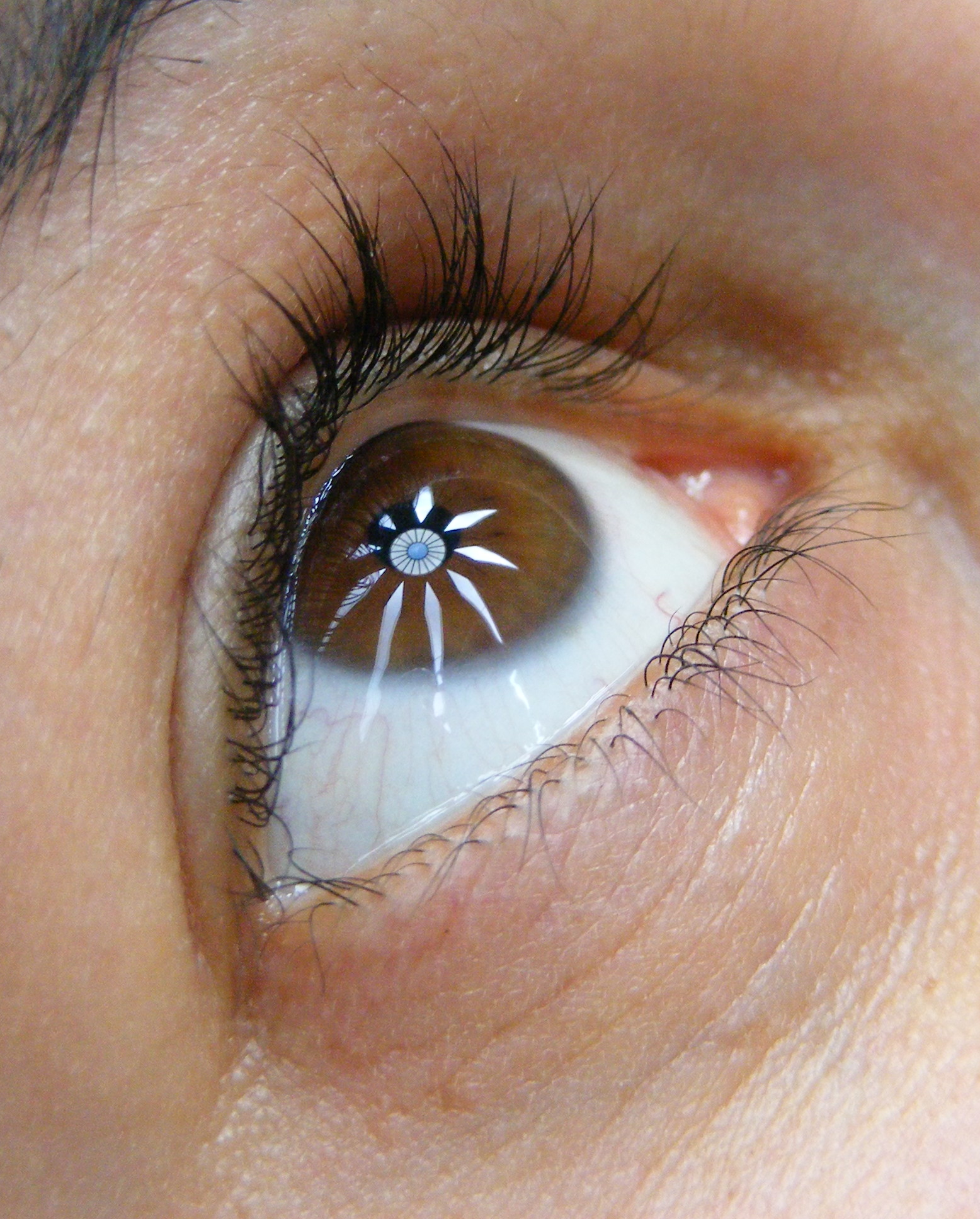
Velký detail.

Záběr je základní jednotka filmového děje. Ve filmu se záběry řadí za sebe tak, aby vytvořily dějovou linii filmu. Termín záběr se používá také ve fotografii.

## Velikosti záběrů
Záběry se dělí na několik běžně používaných velikostí:
- Velký celek: jednotlivý člověk je sotva rozpoznatelný; ztrácí se v krajině; používá se pro masové scény, uvození nového prostředí nebo orientaci v něm
- Celek zachycuje přehledně celé místo akce, člověk je situován ve vzájemném vztahu k prostředí, podstatná je akce (např. to, kam postava jde/běží), nikoli mimika; příklad: automobilová honička
- Polocelek: viditelná je polovina postavy, například od pasu nahoru; prostředí hraje druhořadou roli (event. ho doplňuje) možnost plného využití gestikulace, „vnější“ hra herce. Též vhodná velikost pro zachycení hercovy řeči těla, popř. nějakého jiného výkonu (tanec, cvičení, souboj).
- Americký plán/záběr: postava je ukázána přibližně po kolena, prostředí vnímáme jen prostřednictvím její akce, jinak okrajově. Používá se při dialogu několika osob zejména na širokých formátech. (Vznikl u prvních amerických westernů na přelomu století, z potřeby zobrazit, zdali postavy nosí kolt.)
- Polodetail: busta postavy, maximálně po lokty; tedy obtížná gestikulace rukou; prostředí může být neostré, eliminované; zachycuje zřetelně hercovu mimiku, tedy i jeho neverbální projev. Zabírá z protějšku zhruba tolik, co v reálu vidíme při rozhovoru z očí do očí.
- Detail: většinu obrazu zabírá obličej, markantní akce na protagonistu, zpravidla proniká „dovnitř“ postavy, do myšlení a pocitů.
- Velký detail zachycuje podstatnou podrobnost části lidské postavy (oči, ruka) nebo podobně jako detail zdůrazňuje určitou akci nebo rekvizitu.

Za záběrem by až na výjimky neměl následovat záběr jen o jednu „velikost“ jiný (divák je zvyklý, že když se změní záběr, změní se spolu s ním i většina věcí, které v předchozím záběru viděl); má-li k tomu přece jen dojít, většinou se to řeší rychlou prolínačkou.

## Jiné aspekty záběru
Lehký a těžký záběr: používá se u zabírání krajiny. „Těžkost“ a „lehkost“ záběru spočívá v tom, jakou část ze záběru tvoří zem a obloha, s tím, že u těžkých záběrů tvoří větší část filmového políčka zem a u lehkých záběrů naopak obloha. V kinematografii byla poprvé cíleně využívána v éře ruské lyrické kinematografie 20.-30. let (Vertov, Pudovkin, Ejzenštejn, …).
Nadhled a podhled: u záběrů, které nejsou snímány ve stejné úrovni jako předmět obrazu, mluvíme buďto o nahledu nebo podhledu. U nadhledu je fotoaparát nebo kamera výše než předmět snímku (dívá se na něj shora), u podhledu je tomu naopak. Míra nadhledu nebo podhledu se zobecněně nazývá rakurs.
Žabí a ptačí perspektiva: jak vyplývá z názvu, ptačí perspektivu mají záběry snímané ze značné výšky směrem dolů (letecké snímky, natáčení z vysokého jeřábu,…); záběry ze žabí perspektivy mohou zase vzniknout, fotíme či natáčíme-li zcela nebo téměř ze země.
Statický nebo dynamický záběr: o dynamickém záběru má smysl hovořit pouze u kinematografie. Statický záběr je snímán buď z ruky nebo ze stativu, kdežto během dynamického záběru kamera dozná změnu pozice. (Případu, kdy je kamera na stativu a během záběru je pozice jejího směru upravována, se nazývá buď panoramování nebo švenkování.) K dynamickým záběrům mohou sloužit nástroje jako je (kolejová) jízda, bantamový vozík, kamerový jeřáb, steadicam, polecam, technocrane apod.